# تیتی دست‌سیاه ساحلی
تیتی دست سیاه ساحلی (نام علمی: Callicebus melanochir) نام یک گونه از سرده تیتی است.